# الكرابلة (مدينة)
الكرابلة مدينة وناحية عراقية في قضاء القائم، في محافظة الأنبار، غرب العراق على ضفاف نهر الفرات، مساحتها 3255.1 هكتار، وعدد سكانها 38861 وفقاً لتقديرات سنة 2018، وكانت مساحتها ثمانمئة كيلومتر واحد في سنة 1969، موقعها بين مدينة العبيدي شرقاً ومدينة حصيبة غرباً، استحدثت لناحية الكرابلة بلدية من الصنف الرابع، في يوم 1 كانون الثاني سنة 1977، غالبية سكانها من عشيرة الكرابلة المنسوبة إلى قبيلة الدليم ويوجد فيها حي صناعي كبير ومشهور. يزاول أهلها مهناً وأعمالاً مختلفة من الزراعة إلى تربية الحيوانات بالأضافة إلى الحرف المتعلقة بالبناء والأعمال الميكانيكية في الحي الصناعي وبعض الوظائف الحكومية، ناحية الكرابلة من الناحية العمرانية فأنها تتوسع عمرانيا وسكانيا وبشكل ملحوظ ومستمر، فهي تزداد اتساعًا في أحيائها السكنية ولكن بصورة عشوائية وغير مدروسة بسبب زيادة السكان فيها، البعد بين الكرابلة والحدود السورية 5 كيلومترات.
| السنة | العدد |
| 1977  | 3048  |
| 1987  | 6552  |
| 1997  | 15224 |

## آثار
أعلنت وزارة الثقافة في 1 أيلول سنة 2004 عن أثريّة موقع (خربة شناتة) في وادي جروة في ناحية الكرابلة في القائم، وقال محمد الجزائري في كتابه (الكتابه على أديم الفرات) المنشور سنة 1973 "من بعيد تبدو لنا منطقة الطعس يحدها سور وهذه المنطقة تقع في ناحية الكرابلة جرى كشفها موقعياً من قبل مديرية الآثار العامة ووضعوا حارساً لحراسة آثارها فهي تشير إلى مدينة حوض الفرات في السنين الغابرة"، وقالت ياسمين عبد الكريم في كتابها (العلاقة بين المشهد الفني والنص المسماري في ضوء المنحوتات الآشورية) "مدينة خندانو والتي لها عدت تسميات حديثة، فسورها الشاخص يدعى بالعنقاء أو ( العنكة )، والتل المرتفع فيها يسمى ( التامة ) وبقية أجزاء المدينة تدعى بالجابرية، وتقع الآن في ناحية الكرابلة التابعة لقضاء القائم"، وقال ثامر عبد الحسن العامري في كتابه موسوعة عشائر العراق إن عشيرة الكرابلة "سمو بالكرابله نسبة لقرية ( الكرابلة ) التي نزلوا بها في بداية الامر ، وهي تقع على انقاض مدينة الجابرية التي هجرتها عشيرة ( آل مرة ) الطائية بعد النكبة التي مرت بها". وذُكر في ندوة أضواء جديدة على مصادر تاريخ العرب أنه "تدل الإشارة إلى مدينة خندانو التي كانت تقع في ناحية الكرابلة التابعة لقضاء القائم بمحافظة الأنبار وقبالة مدينة البوكمال السورية، على أن هذه المدينة كانت تحتل مركزا تجاريا يتم فيها تفريغ البضائع". قال علي جبار الطائي في كتابه تأثير الحروب الخارجية في الحياة الاقتصادية والاجتماعية في المملكة الآشورية الحديثة "خندانو هي المدينة التي تقع غلى ضفاف نهر الفرات وتمثل الحدود الشمالية لبلاد سوخي وتقع في ناحية الكرابلة"، وذكر بيت الحكمة في كتابهم (الحماية القانونية للآثار العربية) المنشور سنة 2001 "تجاوز الاشخاص الطبيعية على المواقع والمدن الأثرية بدوافع المصالح الذاتية ، وهذا ما شهدناه واضحا على مدننا الأثرية الهامة کمدن نينوى وبابل والبصرة القديمة في قضاء الزبير والجابرية والعنقاء في ناحية الكرابلة بقضاء القائم".